# Rue de l'Industrie (Toulouse)
Pour les articles homonymes, voir Rue de l'Industrie.
La rue de l'Industrie (en occitan : carrièra de l'Industria) est une voie de Toulouse, chef-lieu de la région Occitanie, dans le Midi de la France.

## Situation et accès

### Description
La rue de l'Industrie est une voie publique. Elle se trouve dans le quartier Saint-Aubin,  dans le secteur 1 - Centre.
Elle est parfaitement rectiligne, orientée d'est en ouest, longue de 232 mètres et d'une largeur de 7 à 11 mètres. Elle naît perpendiculairement à la rue de la Colombette. Elle rencontre, après 144 mètres, la rue Gabriel-Péri, puis se termine après 88 mètres au carrefour de la rue des Sept-Troubadours.
La chaussée ne compte qu'une seule voie de circulation automobile à sens unique, de la rue des Sept-Troubadours vers la rue de la Colombette. Elle est définie comme une zone 30 et la vitesse y est limitée à 30 km/h. Il n'existe ni piste, ni bande cyclable, quoiqu'elle soit à double-sens cyclable.

### Voies rencontrées
Le rue de l'Industrie rencontre les voies suivantes, du sud au nord :
1. Rue de la Colombette
2. Rue Gabriel-Péri
3. Rue des Sept-Troubadours

## Odonymie
Aux XVIIe et XVIIIe siècles, la rue est un simple chemin rural, qui est désigné du nom des propriétaires – Malbec au XVIIe siècle, puis Belbèze à la fin du XVIIIe siècle. En 1834, lorsque la voie entre dans la voirie communale, il faut lui trouver un nom : c'est celui des Sept-Troubadours, car c'est dans le jardin des religieuses du couvent des Augustines, qui se trouvait hors les murs dans le faubourg Saint-Aubin, que sept troubadours, Bernat de Panassac, Guilhem de Lobra, Berenguier de Sant Plancat, Pèire de Mejanaserra, Guilhem de Gontaut, Pèire Camo et Bernat Oth, avaient fondé en 1323 le Consistori del Gay Saber. En 1891, on lui attribua finalement son nom actuel, en référence aux nombreuses usines et aux activités industrielles qui s'étaient développées dans le quartier. Il existait d'ailleurs une autre rue de l'Industrie, au quartier des Amidonniers, qui devint finalement la rue Averseng-Delorme en 1924.

## Histoire
Au XVIIe siècle, il existe un chemin de servitude. Il est aménagé et classé dans le domaine public en 1834.

## Patrimoine et lieux d'intérêt

### Immeubles de bureaux
- no  7 : centre financier de la Poste. 
Un immeuble de bureaux est construit en 1956 pour abriter le Centre des chèques postaux de l'administration des Postes, télégraphes et téléphones (P.T.T.) qui se trouvait jusque là dans un immeuble de la rue Roquelaine (actuel no 3)[6],[7].

- no  24-32 : immeuble France Télécom.
Un immeuble de bureaux est construit entre 1986 et 1988 sur les plans des architectes François Lombard et Vincent Defos du Rau. Il doit abriter la direction opérationnelle des télécommunications (D.O.T.), devenue France Télécom en 1988. L'édifice occupe une vaste parcelle de 3 800 m2 entre la rue de l'Industrie, la rue Gabriel-Péri (actuel no 16) et la rue Jean-Palaprat (actuel no 9)[8]. Il est occupé désormais par les services de la Banque postale (actuel no 32) et l'Institut supérieur technique d'enseignement et de formation (ISTEF), une école supérieure privée de commerce et de gestion (actuel no 24)[9].

### Immeubles et maisons
- no  15 : immeuble (deuxième moitié du XIXe siècle)[10].
- no  39 : maison (deuxième quart du XXe siècle)[11].